# Pangkalan Serai
Pangkalan Serai is een bestuurslaag in het regentschap Kampar van de provincie Riau, Indonesië. Pangkalan Serai telt 432 inwoners (volkstelling 2010).